# Daniel Matthias Heinrich Mohr
Daniel Matthias Heinrich Mohr (8. april 1780 i Quickborn, Holsten – 26. august 1808 i Kiel) var en holstensk botaniker. Han arbejdede især med alger og mosser. Mohr var blandt de første som systematiserede algerne ud fra deres reproduktion. Han beskrev mange plantearter, ofte sammen med Friedrich Weber. 
D. Mohr er standardforkortelsen (autornavnet) i forbindelse med en plantes botaniske navn.